# Harder Kulm
Harder Kulm je vrchol (1322 m n. m.) nad městem Interlaken v kantonu Bern, ve Švýcarsku.
Vrchol je zakončením hřebene, který se táhne nad severním okrajem jezera Brienzersee jihozápadním směrem od vrcholu Brienzer Rothorn.
Pod vrcholem je restaurace a vyhlídka, ze které je možno pohlédnout na Interlaken, který leží přímo pod ním, a na okolní vesnice. Dále je z vyhlídky možno pohlédnout na obě jezera, mezi nimiž leží Interlaken, a to na Brienzersee a Thunersee.
Z dalších blízkých bodů je vidět Schynige Platte a údolí táhnoucí se k Lauterbrunnen. Pohled přes údolí uzavírají alpské vrcholy Eiger, Mönch, Jungfrau a sedlo Jungfraujoch.
Vyhlídkové místo je dostupné pouze pozemní lanovkou Harderbahn (HB) z Interlakenu.